# Paldau
Paldau osztrák mezőváros Stájerország Délkelet-stájerországi járásában. 2017 januárjában 3070 lakosa volt. 

## Elhelyezkedése

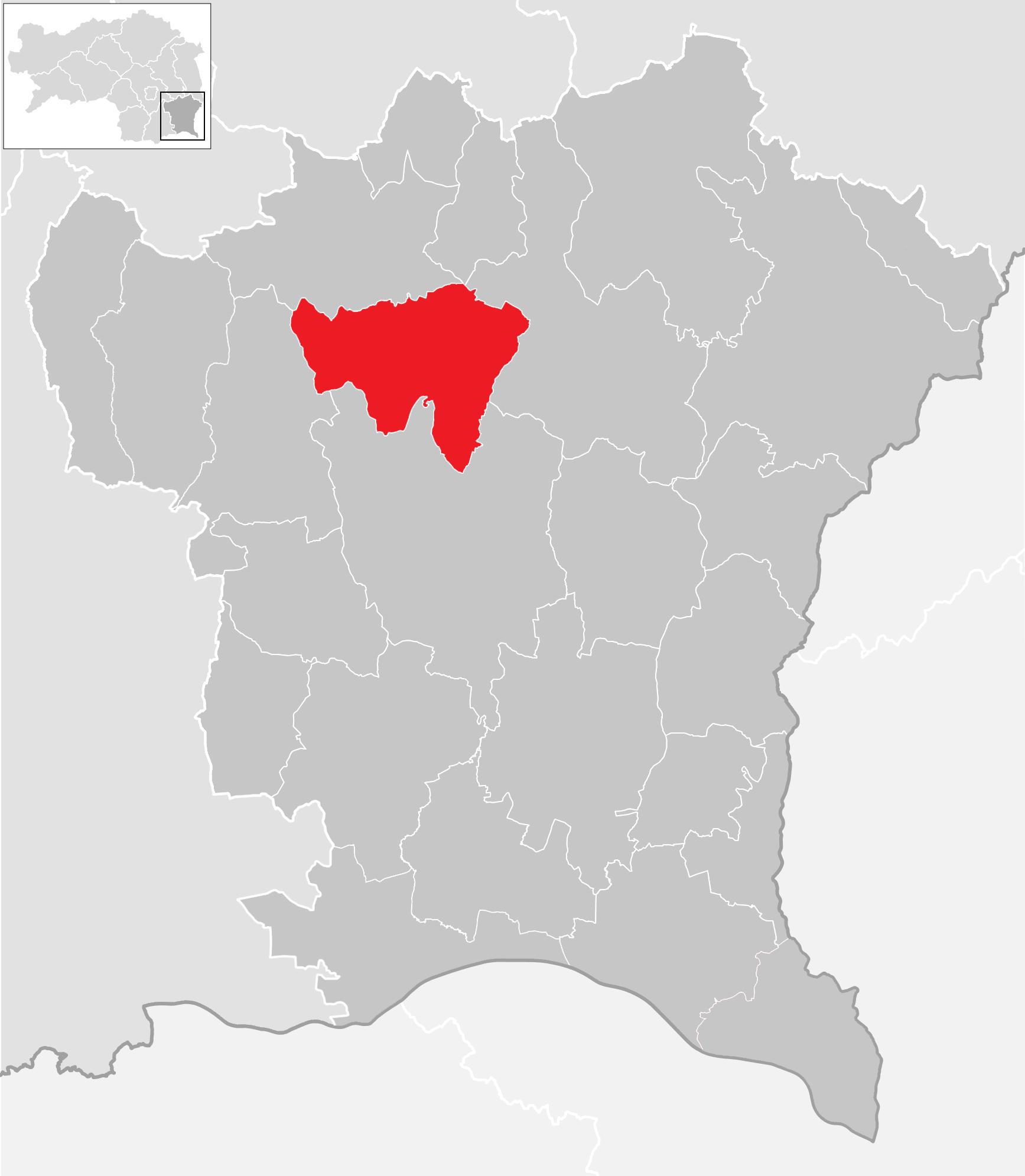
Paldau a Délkelet-stájerországi járásban

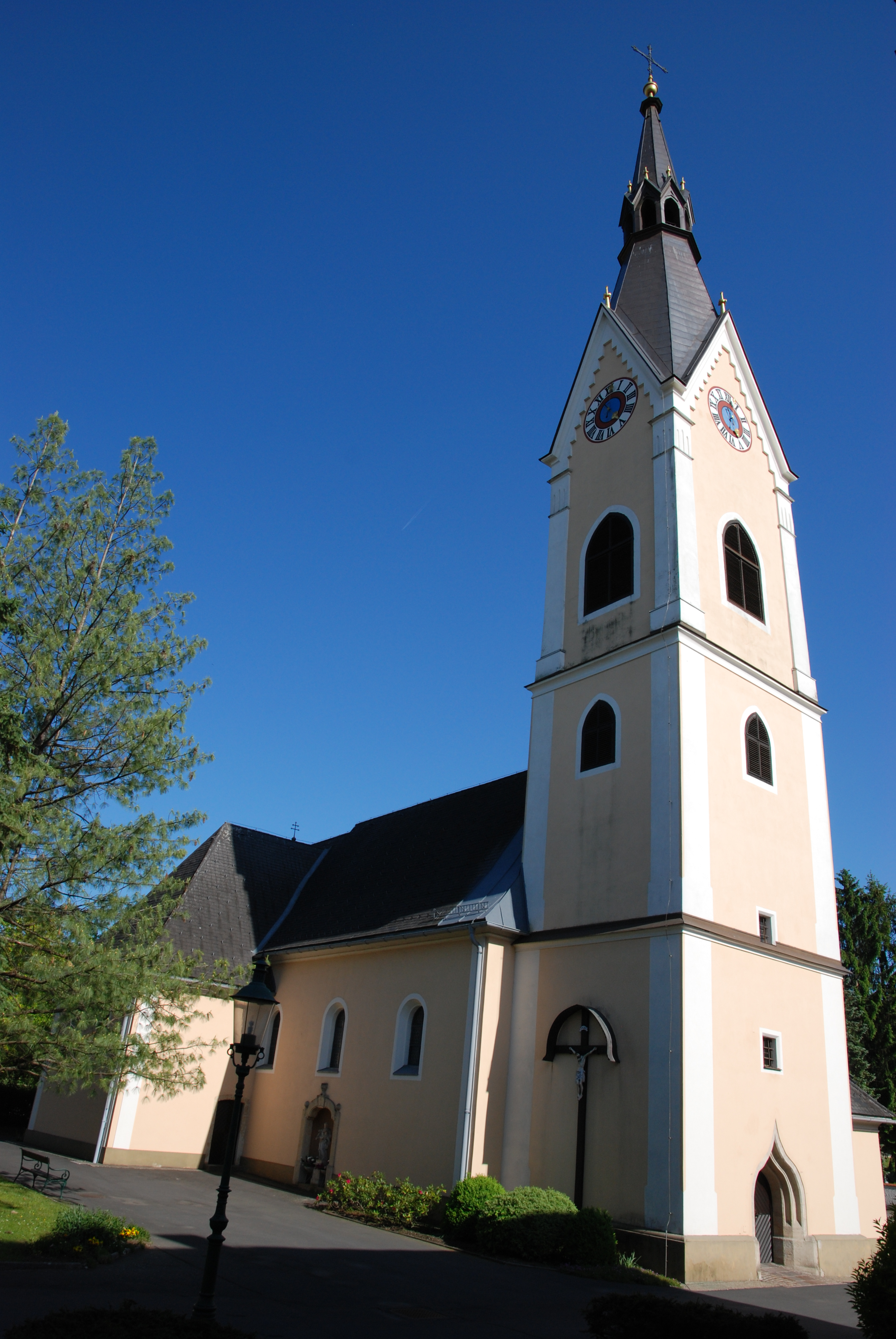
A Szt. Vitus-plébániatemplon

Paldau a Kelet-Stájerország régióban, a Kelet-stájer dombságon fekszik, a Rábától délre, kb. 32 km-re délkeletre Graztól. Az önkormányzat 6 katasztrális községben 11 települést egyesít: Axbach (271 lakos), Häusla (132), Kohlberg (202), Oberstorcha (157), Paldau (863), Perlsdorf (326), Pöllau (108), Puch (396), Reith (131), Saaz (322), Unterstorcha (174).
A környező önkormányzatok: északra Kirchberg an der Raab, északkeletre Edelsbach bei Feldbach, keletre Feldbach, délre Gnas, nyugatra Sankt Stefan im Rosental.

## Története
Paldau területe már az ókorban is lakott volt, erről több korabeli halomsír tanúskodik, illetve egy római kőszarkofág, amely ma a grazi Eggenberg-kastélyban van kiállítva. A népvándorlás végén szlávok települtek le Stájerországban; Paldau és Pöllau neve is szláv eredetű.
Pöllaut 1247-ben említik először az írott források. Axbach a seckaui apátság birtokában volt; 1290-ben megemlítenek egy bizonyos Otto Axpech nevű férfit, 1318-ban pedig Hermann Axpechet. Ők bérelték a 14 jobbágytelekből álló Axbach falvát a seckaui püspöktől és ekkor említi Paldaut először a sackaui apátság urbáriuma. 1365-ben Rudolf osztrák herceg Paldaut Hertl vom Teuffenbachnak adományozta. A Teuffenbachok birtokának 1430-as összeírása a faluban 13 telket számlál meg. A mai önkormányzat területe több lovag között oszlott meg, központi uradalmi székhelynek nincs nyoma. Ez az állapot egészen az újkorig fennállt, még az 1820-as telekkönyv is több földbirtokost jelöl meg. 
A második világháborúban szórványosan bombázták a falut, de sem emberéletben sem másban nem esett kár. 1944 nyarán egy amerikai bombázót lelőttek Axbach fölött és nyolcfős legénysége ejtőernyővel kiugrott. A gép a szomszédos St. Stephan mellett zuhant le, egy lakóházat lerombolt és egy kisgyerek életét vesztette. A szovjet hadsereg 1945. április 1-én, húsvét vasárnap vonult be Paldauba, majd továbbhaladásuk után, kedden egy SS-csapat fészkelte be magát és ott is maradtak a háború végéig. 1945 júliusa után Paldau a brit megszállási zónához tartozott. 
1951-ben a szomszédos Saaz községet, 1969-ben pedig Axbachot egyesítették Paldauval. 1988-ban a községet mezővárosi rangra emelték. A 2015-ös stájerországi közigazgatási reform során Perlsdorfot, valamint Oberstorcha és Kohlberg egy részét csatolták a mezővároshoz.

## Lakosság

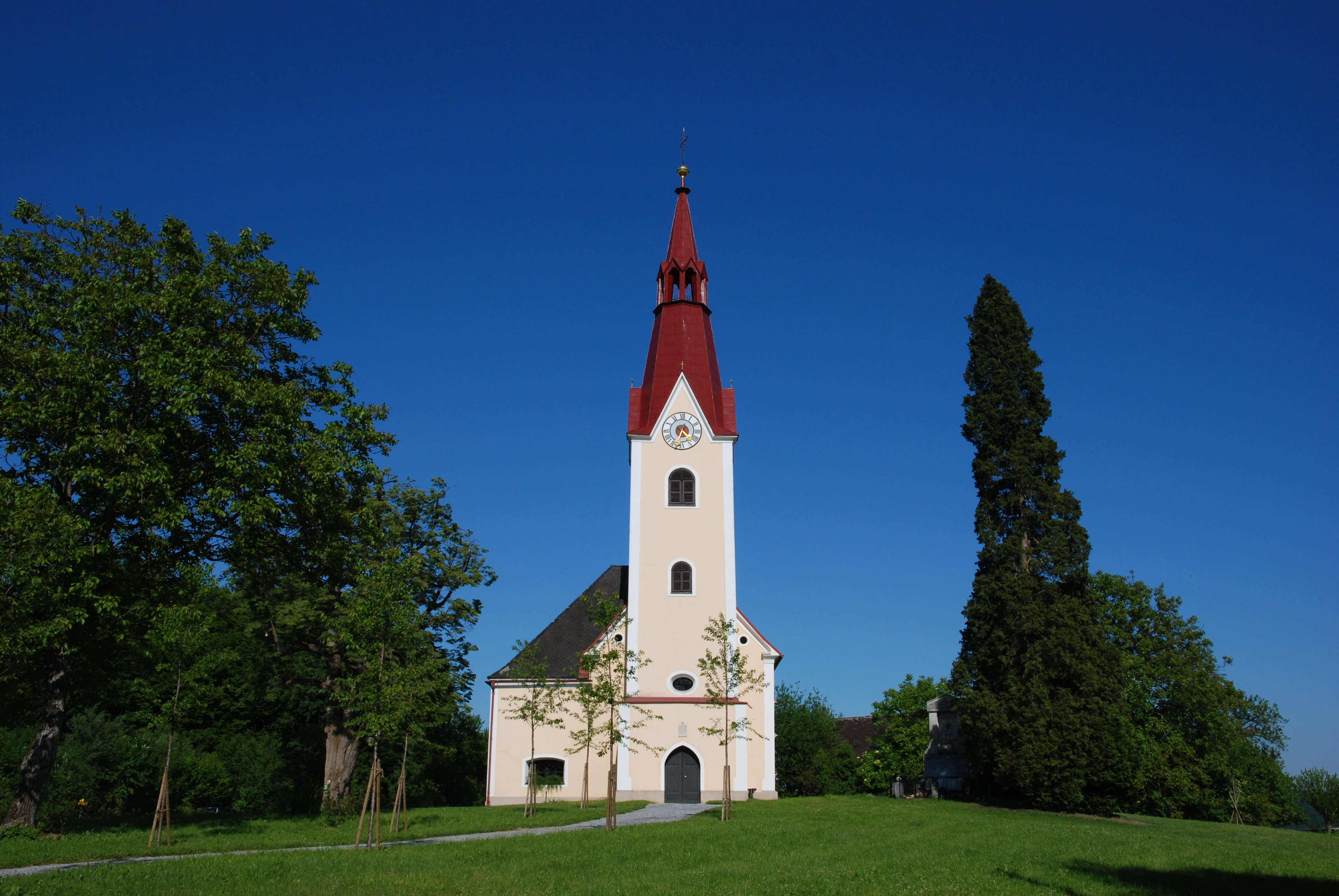
A Szt. Sebestyén-templom

A paldaui önkormányzat területén 2017 januárjában 3070 fő élt. A lakosságszám az utóbbi száz évben 3000 fő körül mozgott. 2015-ben a helybeliek 98,2%-a volt osztrák állampolgár; a külföldiek közül 0,4% a régi (2004 előtti), 1,1% az új EU-tagállamokból érkezett. 2001-ben a lakosok 96,2%-a római katolikusnak, 0,5% evangélikusnak, 1,5% muszlimnak, 1,5% pedig felekezet nélkülinek vallotta magát. Ugyanekkor 5 magyar élt a mezővárosban. 

## Látnivalók
- a Szt. Vitus-plébániatemplom
- a saazi Szt. Sebestyén-templom
- a pöllaui Mária-kápolna
- a kohlbergi kápolna

## Fordítás
- Ez a szócikk részben vagy egészben  a   Paldau című német Wikipédia-szócikk ezen változatának fordításán alapul.  Az eredeti cikk szerkesztőit annak laptörténete sorolja fel. Ez a jelzés csupán a megfogalmazás eredetét és a szerzői jogokat jelzi, nem szolgál a cikkben szereplő információk forrásmegjelöléseként.